# Johan Engholm
Anders Johan Engholm, född 1 september 1820 i Ånaryd, Ödestugu, död 25 oktober 1918 i Hestra, Ödestugu, var en svensk smed, gelbgjutare och bonde. 
Engholm var son till Niklas Johansson och Britta Catharina Petersdotter; namnet Engholm tog han efter styvfadern Peter Engholm.

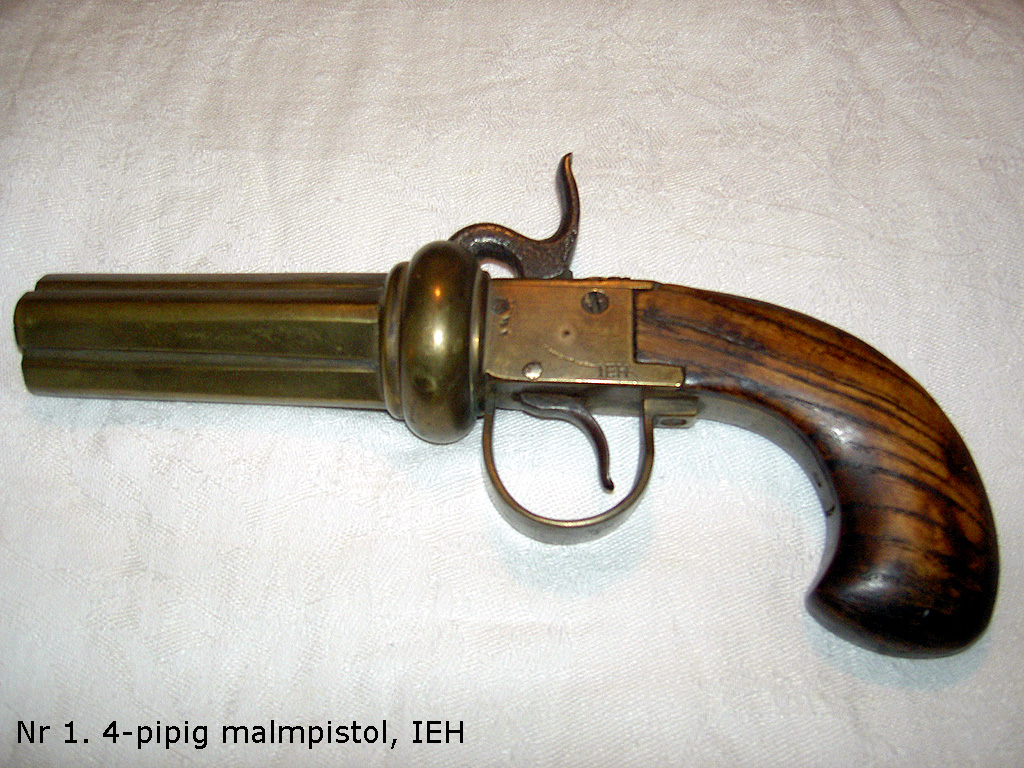
Fyrpipig Engholm-revolver.

Engholm började troligen vapentillverkning någon gång på 1840-talet och tillverkade en-, två-, tre-, fyr-, sex-, sju- och åttpipiga länsmanspistoler (revolvrar) men även ljusstakar och mortlar med mera i mässing. Han gjorde bland annat takkronor åt Ödestugu och Malmbäcks kyrkor. Signaturer som han använde på pistolerna är J ENGh och IEH. På engelska kallas dessa revolvrar för Pepperbox-vapen(engelsk länk).  I samlarkretsar kallas Johan Engholms vapen, tillsammans med några andra smeders vapen från samma tid och plats, för Smålänningar.
Han ligger begravd på Ödestugus kyrkogård, där hans grav har blivit kulturmärkt. En annan känd svensk lokal vapensmed som också gjorde mässingspistoler var Get-Ola i Ramdala.